# Cairo (Misuri)
Cairo es una villa ubicada en el condado de Randolph en el estado estadounidense de Misuri. En el Censo de 2010 tenía una población de 292 habitantes y una densidad poblacional de 369,65 personas por km².

## Geografía
Cairo se encuentra ubicada en las coordenadas 39°30′40″N 92°26′28″O / 39.51111, -92.44111. Según la Oficina del Censo de los Estados Unidos, Cairo tiene una superficie total de 0.79 km², de la cual 0.79 km² corresponden a tierra firme y (0%) 0 km² es agua.

## Demografía
Según el censo de 2010, había 292 personas residiendo en Cairo. La densidad de población era de 369,65 hab./km². De los 292 habitantes, Cairo estaba compuesto por el 96.23% blancos, el 0.68% eran afroamericanos, el 0.68% eran amerindios, el 0.68% eran asiáticos, el 0% eran isleños del Pacífico, el 0% eran de otras razas y el 1.71% pertenecían a dos o más razas. Del total de la población el 0% eran hispanos o latinos de cualquier raza.